# JW Marriott Marquis Hotel Dubai
JW Marriott Marquis Hotel Dubai – kompleks składający się z dwóch bliźniaczych wież znajdujących się w Dubaju w Zjednoczonych Emiratach Arabskich. Dwa budynki JW Marriott Marquis 1 (ukończony w styczniu 2012) i JW Marriott Marquis 2 (ukończony w 2013 roku) Mieszczą się dwa duże hotele. Licząc 355 m i 77 pięter budynki stały się najwyższymi w pełni budynkami hotelowymi, przewyższając Rose Tower. W budynkach znajdują się m.in. tarasy widokowe, 20 restauracji oraz bar na dachu.
Hotel jest jednym z zespołu Emirates Hotels and Resorts, należącego do holdingu The Emirates Group. Pierwotnie został zaprojektowany jako pojedyncza 350 m wieża, która miała zostać wybudowana przy autostradzie Sheikh Zayed Road do 2008 roku. Plany zostały zmienione z powodu projektów w Business Bay.